# Iranolacerta
Iranolacerta is een geslacht van hagedissen uit de familie echte hagedissen (Lacertidae).

## Naam en indeling
De wetenschappelijke naam van de groep werd voor het eerst voorgesteld door Edwin Nicholas Arnold, Oscar J. Arribas en Salvador Carranza in 2007. Er zijn twee soorten, die lange tijd behoorden tot het geslacht van de halsbandhagedissen (Lacerta).
De wetenschappelijke geslachtsnaam Iranolacerta betekent vrij vertaald 'hagedis uit Iran'.

## Verspreiding en habitat
De hagedissen komen voor in delen van het Midden-Oosten en leven in de landen Iran, Turkije en mogelijk in Azerbeidzjan. De habitat bestaat uit rotsige gebieden zoals kliffen en bergstreken. Het vegetatietype bestaat uit graslanden en scrubland.

## Beschermingsstatus
Door de internationale natuurbeschermingsorganisatie IUCN is aan beide soorten een beschermingsstatus toegewezen. Iranolacerta zagrosica wordt beschouwd 'veilig' (Least Concern of LC) en Iranolacerta brandtii staat te boek als 'onzeker' (Data Deficient of DD).

## Soorten
Het geslacht omvat de volgende soorten, met de auteur en het verspreidingsgebied.
| Naam                   | Auteur                          | Verspreidingsgebied                     |
| ---------------------- | ------------------------------- | --------------------------------------- |
| Iranolacerta brandtii  | De Filippi, 1863                | Iran, Turkije, mogelijk in Azerbeidzjan |
| Iranolacerta zagrosica | Rastegar-Pouyani & Nilson, 1998 | Iran                                    |